# Киршин, Василий Алексеевич
Василий Алексеевич Киршин (1864 — после 1917) — крестьянин, член IV Государственной думы от Новгородской губернии.
Православный, крестьянин села Хотилово Хотиловской волости Валдайского уезда.
Окончил сельскую школу. Занимался земледелием (36 десятин надельной и 26 десятин собственной земли) и пчеловодством. До избрания в Государственную думу состоял сельским старостой (9 лет), затем волостным старшиной, а также членом уездной землеустроительной комиссии. Был членом Союза 17 октября.
В 1912 году был избран членом Государственной думы от Новгородской губернии съездом уполномоченных от волостей. Входил во фракцию октябристов, после её раскола — в группу земцев-октябристов и Прогрессивный блок. Состоял членом земельной комиссии.
Судьба после 1917 года неизвестна. Был женат.